# Glyptoxanthus meandricus
Glyptoxanthus meandricus is een krabbensoort uit de familie van de Xanthidae. De wetenschappelijke naam van de soort is voor het eerst geldig gepubliceerd in 1913 door Klunzinger.